# Еванджелін (парафія)
Шаблон:StateAbbr_ 30°44′ пн. ш. 92°25′ зх. д. / 30.73° пн. ш. 92.41° зх. д.
Округ  Еванджелін (англ. Evangeline Parish) — округ (парафія) у штаті  Луїзіана, США. Ідентифікатор округу 22039.

## Історія
Парафія утворена 1910 року.

## Демографія
За даними перепису 
2000 року 
загальне населення округу становило 35434 осіб, зокрема міського населення було 14369, а сільського — 21065.
Серед мешканців округу чоловіків було 17666, а жінок — 17768. В окрузі було 12736 домогосподарств, 9151 родин, які мешкали в 14258 будинках.
Середній розмір родини становив 3,19.
Віковий розподіл населення поданий у таблиці:
| Стать    | До 15 років | 15-21 | 22-29 | 30-39 | 40-49 | 50-65 | 65-85 | Понад 85 |
| -------- | ----------- | ----- | ----- | ----- | ----- | ----- | ----- | -------- |
| Чоловіки | 4424        | 2037  | 1791  | 2590  | 2528  | 2411  | 1740  | 145      |
| Жінки    | 4250        | 1842  | 1615  | 2516  | 2318  | 2590  | 2260  | 377      |

## Суміжні округи
- Рапід — північ
- Авуаель — північний схід
- Сент-Ландрі — схід
- Акадія — південь
- Аллен — захід

## Виноски
1. ↑  U.S. Decennial Census. United States Census Bureau. Архів оригіналу за 26 квітня 2015. Процитовано 20 серпня 2014.
2. ↑  Historical Census Browser. University of Virginia Library. Архів оригіналу за 11 серпня 2012. Процитовано 20 серпня 2014.
3. ↑  Population of Counties by Decennial Census: 1900 to 1990. United States Census Bureau. Архів оригіналу за 15 вересня 2014. Процитовано 20 серпня 2014.
4. ↑  Census 2000 PHC-T-4. Ranking Tables for Counties: 1990 and 2000 (PDF). United States Census Bureau. Архів оригіналу (PDF) за 18 грудня 2014. Процитовано 20 серпня 2014.
5. ↑  State & County QuickFacts. United States Census Bureau. Архів оригіналу за 6 червня 2011. Процитовано 9 серпня 2013.(англ.) Наведено за англійською вікіпедією.
6. ↑  American FactFinder. Бюро перепису населення США. Архів оригіналу за 21 травня 2008. Процитовано 31 січня 2008.

| США | Це незавершена стаття з географії США. Ви можете допомогти проєкту, виправивши або дописавши її. |